# Малюшин (Лодзинське воєводство)
Малюшин (пол. Maluszyn) — село в Польщі, у гміні Житно Радомщанського повіту Лодзинського воєводства.
Населення — 343 особи (2011).
У 1975-1998 роках село належало до Ченстоховського воєводства.

## Демографія
Демографічна структура станом на 31 березня 2011 року:
|          | Загалом | Допрацездатний вік | Працездатний вік | Постпрацездатний вік |
| -------- | ------- | ------------------ | ---------------- | -------------------- |
| Чоловіки | 180     | 42                 | 118              | 20                   |
| Жінки    | 163     | 31                 | 95               | 37                   |
| Разом    | 343     | 73                 | 213              | 57                   |